# Paris–Roubaix 1979

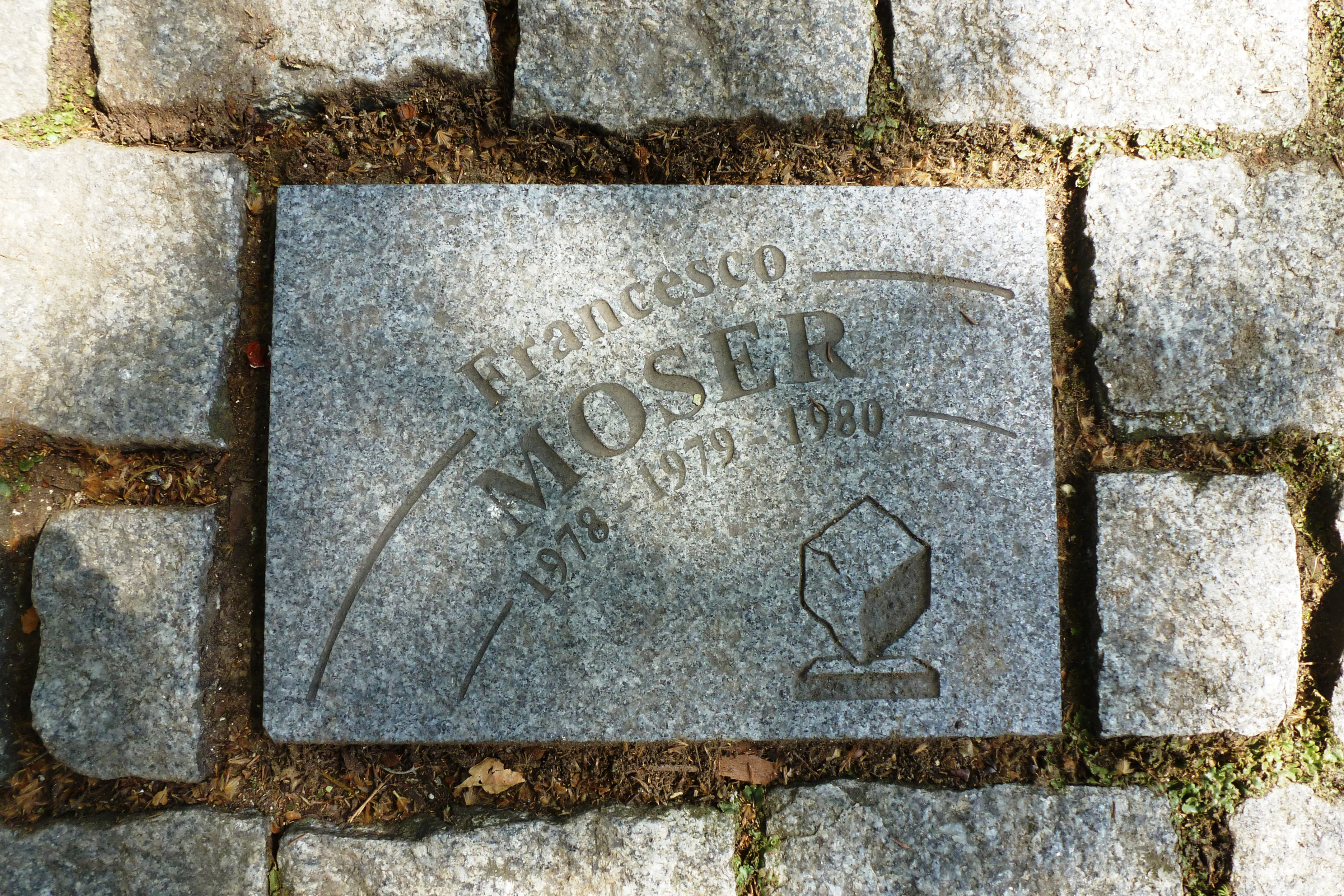
Pflasterstein zu Ehren von Francesco Moser auf der Allée Charles Crupelandt in Roubaix

Das Eintagesrennen Paris–Roubaix 1979 war die 77. Austragung des Radsportklassikers und fand am Sonntag, den 8. April 1979, statt.
Das Rennen führte von Compiègne, rund 80 Kilometer nördlich von Paris, nach Roubaix, wo es im Vélodrome André-Pétrieux endete. Die gesamte Strecke war 264 Kilometer lang. Es starteten 173 Fahrer, von denen sich 51 platzieren konnten. Der Sieger Francesco Moser absolvierte das Rennen mit einer Durchschnittsgeschwindigkeit von 41,01 km/h.
Roger De Vlaeminck, der im Vorjahr noch Mannschaftskamerad von Moser gewesen war, war inzwischen zum Konkurrenzteam Gis Gelati gewechselt. Marc Demeyer und Hennie Kuiper bestimmten das Tempo im Peloton. Als die beiden erfolgreich einen Ausreißversuch wagten, schlossen De Vlaeminck und Moser zu ihnen auf. Moser wiederum gelang es, aus dieser Gruppe herauszufahren. Trotz eines Reifendefektes erreichte er die Radrennbahn in Roubaix allein und holte seinen zweiten Sieg bei Paris–Roubaix in Folge.